# Hold My Hand (Jess Glynne)
Hold My Hand è un singolo della cantante britannica Jess Glynne, pubblicato il 23 febbraio 2015. La canzone ha anticipato il primo album della cantante, I Cry When I Laugh, pubblicato il 14 agosto 2015.

## Descrizione e promozione
Il brano, scritto dalla stessa interprete assieme a Janee Bennett, Jack Patterson e Ina Wroldsen.
La canzone è stata eseguita da Glynne nelle semifinali di The Voice UK ed è stata utilizzata anche in una pubblicità per la Coca-Cola. nel 2015 nelle isole britannichee un’altra celebre pubblicità per Jet2 nel 2016. Inoltre il brano è presente nella colonna sonora del film Bridget Jones's Baby del 2016.

## Riconoscimenti
BBC Music Awards
- 2015 – Nomination – Canzone dell'anno[16]

BRIT Awards
- 2016 – Nomination – Miglior singolo britannico[17]

Ivor Novello Awards
- 2016 – Nomination – Brano più trasmesso dell'anno[18]

ASCAP Award
- 2016 – Vinto – Canzone EDM dell'anno[19]
- Meme dell’anno
- 2025 un gran meme su tik tok veramente, veramente molto buono. Offre pubblicità a Jet2holiday con quel meme

## Tracce
Testi e musiche di Janee Bennett, Jessica Glynne, Jack Patterson, Ina Wroldsen e Starsmith.
1. Hold My Hand – 3:47

## Classifiche

### Classifiche settimanali
| Classifica (2015-16) | Posizione massima |
| -------------------- | ----------------- |
| Australia            | 16                |
| Austria              | 27                |
| Belgio (Fiandre)     | 15                |
| Belgio (Vallonia)    | 1                 |
| Francia              | 89                |
| Germania             | 19                |
| Irlanda              | 7                 |
| Italia               | 13                |
| Paesi Bassi          | 15                |
| Polonia              | 12                |
| Regno Unito          | 1                 |
| Repubblica Ceca      | 22                |
| Slovenia             | 23                |
| Spagna               | 21                |
| Stati Uniti          | 86                |
| Svezia               | 56                |
| Svizzera             | 20                |

### Classifiche di fine anno
| Classifica (2015) | Posizione |
| ----------------- | --------- |
| Belgio (Fiandre)  | 93        |
| Paesi Bassi       | 65        |
| Regno Unito       | 14        |